# Кривий Максим Вікторович
Максим Вікторович Кривий (нар. 18 травня 1988) — український футболіст, захисник клубу «Таврія-Скіф».

## Життєпис
З семи років займався в дитячо-юнацькій школі запорізького «Металурга». Тренер — Є. Булгаков. Після завершення навчання був переведений у «Металург-2», а потім — у молодіжний склад «козаків». Чотири матчі зіграв за головну команду.
Дебют у вищій лізі відбувся 18 травня 2008 року в останньому турі сезону 2007/08 років у гостьовому матчі проти сімферопольської «Таврії». Вийшов на поле на 52-й хвилині гри замість Євгена Пісоцького.
Так як в основі «Металурга» закріпитися не вдалося, футболіст у 2010 році вирішив перейти в інший клуб. Для цього Максим виїхав до Узбекистану, де підписав контракт з «Навбахором», який виступав у Вищій лізі узбецького чемпіонату. Запорізькі тренери хмельницького «Динамо» запропонували Кривому продовжити кар'єру в подільському клубі. А рік по тому Володимир Атаманюк порекомендував футболіста президенту «Карлівки» Віктору Пожечевському і футболіст змінив клуб.
У 2013-2014 роках на запрошення спортивного директора футбольного клубу «ВПК-Агро» Олександра Прошенка грав у цій аматорській команді. В її складі ставав чемпіоном Дніпропетровської області та найкращим бомбардиром. Після завершення успішного сезону Кривий був запрошений на перегляд у друголіговий «Макіїввугілля». Під час зборів тренер макіївців Спартак Жигулін був задоволений грою футболіста, після чого Кривий підписав контракт клубом. По завершенні сезону 2014/15 років покинув розташування клубу. У 2015 році виступав за «Вектор» (с. Богатирівка) в чемпіонаті Запорізької області. З 2016 року захищає кольори іншого аматорського клубу, «Таврії-Скіф».